# Neptis neavei
Neptis neavei är en fjärilsart som beskrevs av Rothschild 1918. Neptis neavei ingår i släktet Neptis och familjen praktfjärilar. Inga underarter finns listade i Catalogue of Life.